# Ave Fénix (álbum)
Ave Fénix es el tercer y último disco de estudio de la banda argentina de hard rock, Mala Medicina, fue editado en 2014 por el sello Icarus. El disco representa el debut de Guillermo Sanchez como cantante, a la vez que continúa su función como bajista, también presenta cambios en la formación permaneciendo solo Sanchez de la formación que grabase el anterior álbum A Pura Sangre.

## Integrantes
- Guillermo Sánchez - Voz/Bajo
- Luis Simoni - Guitarra
- Osvaldo Abeldaño - Guitarra
- Rodrigo Chaparro - Batería

## Canciones
1. Fugitivo
2. Nunca Es Muy Tarde
3. Sos el Cambio
4. Revancha
5. Reaccionar
6. Aquí Voy Otra Vez
7. Corriendo Contra el Tiempo
8. Imágenes
9. Una Razón
10. Oscuros Días

- Datos: Q24961203